# SC Hessen Dreieich
Sportclub Hessen Dreieich is een Duitse voetbalclub uit Dreieich.
Toen de gemeente Dreieich in 2013 onder curatele kwam te staan, startte de eigenaar van Hahn Air de Dreieich Sportstätten Betriebs & Marketing GmbH (DSBM) en investeerde 2,5 miljoen euro in sportaccommodaties in de gemeente. Bestaande sportverenigingen konden zich associëren met het initiatief en ook sponsorgelden krijgen. Vijf voetbalclubs voelden zich gepasseerd en voor het blok gezet. Ook werd er geklaagd over het wegkapen van jeugdspelers door de nieuwe club. Zeven verenigingen gingen wel de samenwerking aan: SKG Sprendlingen, FV 1906 Sprendlingen, SG Götzenhain, SV Dreieichenhain, TV Dreieichenhain, FC Offenthal en SuSgo Offenthal.
SC Hessen Dreieich nam voor het seizoen 2013/14 de plaats van SKG Sprendlingen over in de Verbandsliga Hessen-Süd. In 2015 werd de club kampioen en promoveerde naar de Hessenliga. Daar werd de club in 2017 kampioen maar zag af van promotie. In 2018 werd wederom de titel gewonnen in de Hessenliga en de club kwam in het seizoen 2018/19 voor het eerst uit in de Regionalliga Südwest. Daarin eindigde de club in het seizoen 2018/19 als laatste en degradeerde weer.
FC Bayern Alzenau ·
KSV Baunatal ·
Darmstadt 98 II ·
FC Eddersheim · 
FSV Fernwald ·
Türk Gücü Friedberg ·
1. Hanauer FC 1893 ·
SC 1960 Hanau ·
TuS Hornau ·
Hünfelder SV ·
VfB Marburg ·
TSV Eintracht Stadtallendorf ·
SV Steinbach ·
TSV Steinbach II ·
SV Unter-Flockenbach ·
SC Waldgirmes ·
SV Rot-Weiß Walldorf ·
SV Adler Weidenhausen ·
FSV Wolfhagen